# Heterothele honesta
Heterothele honesta är en spindelart som beskrevs av Karsch 1879. Heterothele honesta ingår i släktet Heterothele och familjen fågelspindlar.
Artens utbredningsområde är Kongo. Inga underarter finns listade i Catalogue of Life.